# 田村宏
田村 宏（たむら ひろし、1923年7月24日 - 2011年5月28日）は、日本のピアニスト。元東京芸術大学教授。

## 来歴
東京音楽学校（現東京芸術大学）で永井進に師事。卒業後、演奏活動を開始。
1954～56年にかけてケルンおよびウィーンに留学し、クリストファー・ヒンターフーバー、ロラント・ラウペンシュトラウフのもとで研鑚を重ねる。
帰国後はリサイタルや国内外の著名な弦楽四重奏団と共演するなど、積極的な演奏活動を展開し、その傍らで多くのピアノ教則本の編纂を手掛けるほか模範演奏CDも発表した。
また、母校である東京芸術大学に教員として勤務し、「大学で一番怖い先生」として知られるほど厳格かつ徹底した指導をして一方、自主性と個性を尊重する姿勢をとっていたため、学生たちから信頼を受けていた。
田村の弟子の一人であるピアニストの間宮芳生は、「部屋の向こうから怒鳴り声が聞こえるくらい、若いころから厳しい先生だったが、先生のおかげで音楽の本質をとらえることができ、音楽に関するいろいろな喜びにふれることができた」と述べている
。
東京芸術大学名誉教授。芸術祭賞、勲三等旭日中綬章を受章。
2011年5月18日、肺炎のため87歳で死去。